# Club Atlético Boca Juniors
Vous lisez un « bon article » labellisé en 2011.
Maillots
Actualités
Le Club Atlético Boca Juniors est un club omnisports argentin fondé le 3 avril 1905. Basé dans le quartier populaire de La Boca à Buenos Aires, la capitale argentine, le club est notamment connu pour les succès de sa section de football, très populaire en Argentine, seule équipe à n'avoir jamais quitté l'élite du championnat d'Argentine depuis son accession en 1913.
L’équipe évolue à la Bombonera en français : « la boîte à bonbons  », un des stades les plus célèbres du monde. Boca Juniors est le cinquième club ayant remporté le plus de titres internationaux au monde avec 18 titres, derrière le Milan AC (21), le FC Barcelone (22), l'Al Ahly (24) et le Real Madrid (28). Parmi ces titres, le club compte six Copa Libertadores et trois Coupes intercontinentales. Ces nombreux trophées et sa popularité lui valent d'apparaître au douzième rang du Classement mondial des clubs du XXe siècle établi par la FIFA en 2000.
Une rivalité féroce oppose Boca Juniors à River Plate, l'autre grand club de Buenos Aires. Boca est traditionnellement considéré comme le club du peuple, alors que River est historiquement plus proche de la bourgeoisie. La rencontre de ces deux équipes, sommet du football argentin, est connu comme le Superclásico.
Par ailleurs, le club omnisports comprend notamment une section professionnelle de basket-ball, une équipe de football de plage et une équipe de futsal.

## Histoire

### Fondation

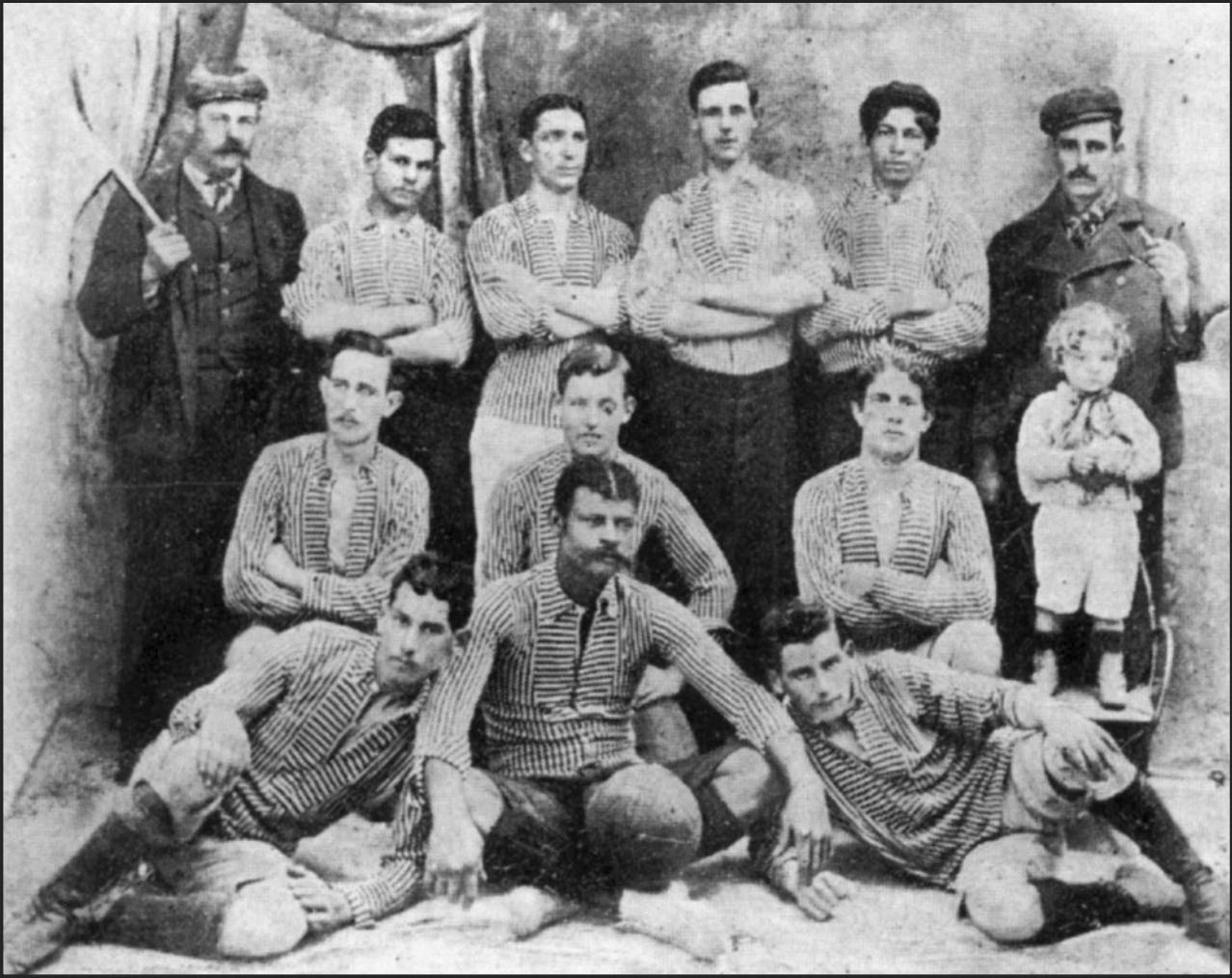
L'équipe de Boca en 1906.

Boca Juniors est fondé le 3 avril 1905 par des immigrés génois : Esteban Baglietto, premier président, Alfredo Scarpatti, Santiago Sana et les frères Juan et Teodoro Farenga. Le nom du club reprend celui de La Boca, le quartier populaire de Buenos Aires où vivent ses fondateurs, auquel est ajouté le terme Juniors en référence aux racines britanniques du football. Le club doit par ailleurs son surnom le plus répandu à l'origine de ses fondateurs : Xeneize signifie en effet « Génois » dans le dialecte de la ville italienne.
Le premier terrain officiel de Boca Juniors se trouve à Independencia Sud. Le club dispute son premier match le 21 avril 1905 contre Mariano Moreno (victoire 4-0), et sa première rencontre internationale le 8 décembre 1907 contre les Uruguayens de Universal Montevideo.
Le club évolue alors en rose puis en blanc et bleu, sans que ces couleurs du maillot ne provoquent l'enthousiasme des sympathisants de plus en plus nombreux du club. En 1907, Juan Brichetto, qui travaille au port de La Boca, aperçoit les couleurs du pavillon d'un navire suédois et propose à ses camarades d'adopter les couleurs bleu et or. Boca Juniors adopte dès lors un maillot bleu barré d'une diagonale jaune. La bande diagonale est remplacée par une bande horizontale en 1913.

### La compétition amateur (1908-1930)

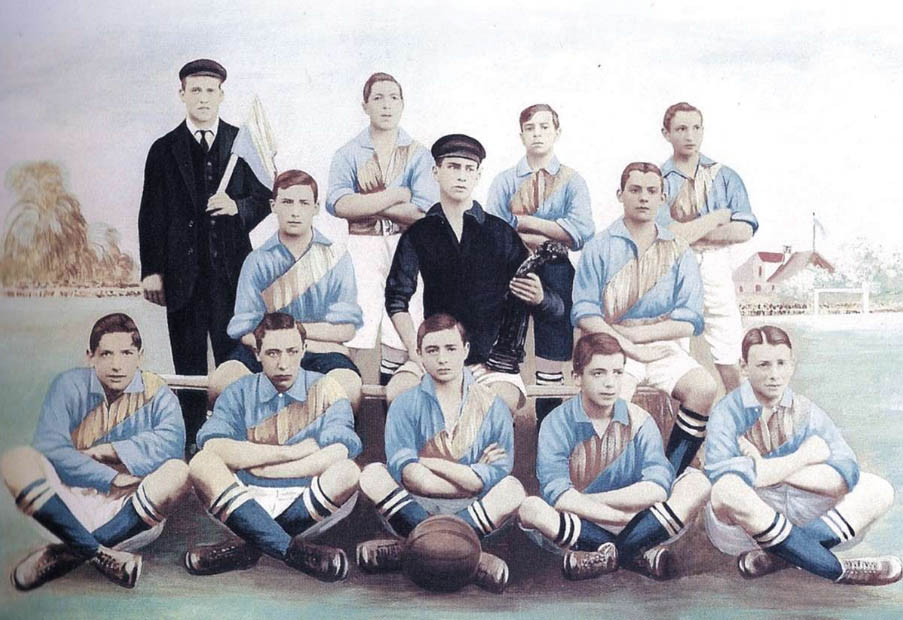
L'équipe de Boca en 1908, avec le maillot à diagonale.

Boca Juniors fait ses débuts officiels en 1908 en intégrant la seconde division du championnat de l’Argentine Football Association (AFA). Le premier match s’achève par une victoire sur Belgrano (3-1). Les Xeneizes terminent à la première place de leur poule de huit équipes, mais sont battus en demi-finale du tournoi de promotion par le Racing Club de Avellaneda (1-0). Deux ans plus tard, le scénario se répète avec une nouvelle défaite contre le Racing (1-2) en demi-finale.
Il faut attendre 1913 pour voir Boca obtenir sa promotion dans l’élite, grâce à l’élargissement de la première division de six à quinze équipes. À cette époque, le club cherche un nouveau terrain permettant d’accueillir plus de spectateurs, et croit en trouver un près des dépôts de charbon du port de Wilde, au sud de Buenos Aires. Mais les supporters ne suivent pas et en 1916 le club retourne à la Boca.
Alors que le club s’est installé parmi l’élite, l’année 1919 voit le football argentin se diviser en cours de saison. Certains des meilleurs clubs du pays, parmi lesquels le Racing Club, multiple champion en titre, et River Plate, créent l’Asociación Amateurs de Football, une fédération dissidente. Le championnat AFA reprend à zéro avec six équipes, sur lesquelles Boca Juniors, qui compte notamment dans ses rangs les internationaux Américo Tesoriere et Pedro Calomino, prend largement le dessus. Les Xeneizes remportent ainsi leurs deux premiers titres nationaux en 1919 et 1920.

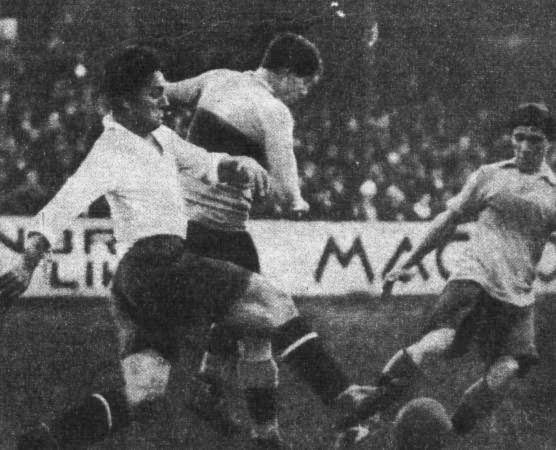
L’équipe de Boca en tournée en 1925.

En 1923, le club remporte un troisième titre à l’issue d’une finale en quatre matchs (aller-retour puis deux matchs d’appui) face à Huracán, et conserve son titre l’année suivante en remportant 18 de ses 19 matchs lors de l’édition 1924 et d’entamer une tournée européenne l’année suivante, en Espagne, en France et en Allemagne. Le club de Buenos Aires remporte quinze de ses dix-neuf rencontres, notamment contre le Real Madrid, le Celta de Vigo et Deportivo La Corogne.
À son retour en 1926, Boca Juniors poursuit son écrasante domination sur son championnat, avant que les deux fédérations concurrentes ne parviennent finalement à un accord de réunification. Le club est alors invité à disputer une finale nationale face à Independiente, champion de l’AAF, en mars 1927 mais celle-ci se termine sur un score nul. Le démarrage de la saison suivante, dont la première division réunit pas moins de 34 équipes, ne laisse pas le temps aux deux champions d’organiser une nouvelle confrontation.
Boca Juniors termine les trois saisons suivantes à la deuxième place, battu d’un point en 1927 et 1928 ou de justesse en finale (1-2) en 1929. Un sixième et dernier titre amateur est finalement remporté en 1930, officialisé par une victoire sur Atlanta (4-1) à deux journées de la fin. Le club a cette année-là innové en institutionnalisant la charge d’entraîneur, confiée à l’ancien joueur international boquense Mario Fortunato qui restera en poste jusqu’en 1937.

### Bas et hauts en championnat d’Argentine (1931-1976)
En 1931, la compétition devient professionnelle. Boca Juniors joue son premier match de la saison contre Chacarita Juniors le 31 mai 1931, et remporte la première édition de la nouvelle compétition. Quatre ans plus tard, Boca est le premier club à parvenir à conserver le titre d’une saison sur l’autre, en 1934 et 1935.

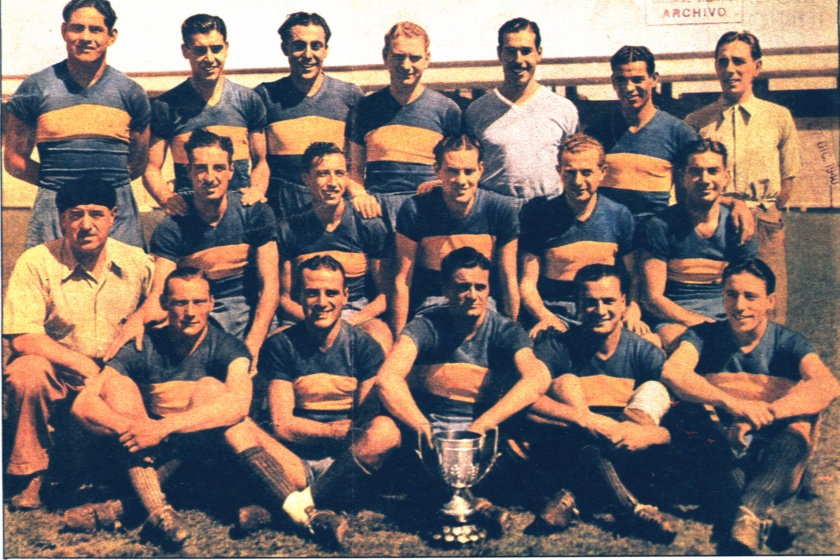
Champions d'Argentine en 1940.

Les années 1940 s’ouvrent avec l’inauguration, le 25 mai, du nouveau stade du club : La Bombonera, dont la construction a été décidée par le président Camilo Cichero en 1937 pour répondre au succès populaire sans cesse croissant du club. Dans son nouvel écrin, l’équipe conquiert trois nouveaux titres de champion en 1940, 1943 et 1944, grâce notamment à ses stars Ernesto Lazzatti, Mario Boyé et Natalio Pescia.
Pourtant en 1949 le club passe pourtant tout près de la relégation et ne sauve sa place qu’après une victoire en match d’appui face à Lanús. Le club connaît encore des heures difficiles et ne remporte qu’un seul championnat dans les années 1950 (en 1954 sous la direction de l’ancienne idole Ernesto Lazzatti et grâce au talent de son milieu de terrain international Pepino José Borello), laissant les premiers rôles à River Plate et au Racing Club.

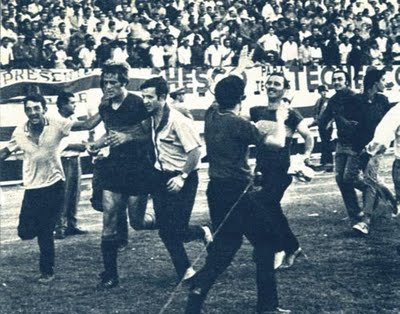
Tour d'honneur après le titre de 1969

En 1960, la direction du club est confiée à Alberto Jacinto Armando, président lors du dernier titre en 1954. Il entreprend un programme ambitieux, que ce soit sur le plan sportif qu'en termes d'infrastructures (modernisation du stade et acquisition de la Candela où est installé le centre d’entraînement du club). Il recrute plusieurs joueurs de talent, comme les internationaux Antonio Roma, Silvio Marzolini et Ernesto Grillo. Le 9 décembre 1962, le club, renforcé par les recrutements réalisés par le nouveau président Alberto J. Armando à son arrivée, clôt cette période difficile en battant les rivaux de River Plate à la Bombonera (1-0) lors d’un match décisif dans la conquête du titre de champion 1962. Qualifiés à ce titre pour la première fois en Copa Libertadores, les Xeneizes éliminent les Uruguayens de Peñarol, doubles vainqueurs en 1960 et 1961, et ne s’inclinent qu’en finale de la compétition face au Santos FC de Pelé. Deuxième cette saison-là en championnat, Boca Juniors remporte deux nouveaux titres les deux années suivantes. Le titre de 1965 est particulièrement savoureux puisqu’il est obtenu grâce à une victoire sur River Plate lors de l'antépénultième journée.
En 1969, Boca remporte la première, et unique, édition de la Coupe d’Argentine face à Atlanta (3-1 ; 1-0) avant d’enlever quelques mois plus tard le championnat Nacional. Cette décennie dorée s'achève sur un dernier titre de champion Nacional en 1970, officialisé au Monumental, la pelouse de River Plate, face à Rosario Central.

### L'ère Lorenzo (1976-1979)
En 1976, le club n'a plus rien gagné depuis six ans, malgré l'émergence de joueurs talentueux (Osvaldo Potente, Marcelo Trobbiani, Alberto Tarantini ou encore Enzo Ferrero (en)) et la qualité de jeu déployée par l’équipe dirigée par Rogelio Domínguez. Cette année-là, le président Armando fait appel à Juan Carlos Lorenzo, dit Toto. L'ancien joueur de Boca et sélectionneur national argentin s'inspire des méthodes d'Helenio Herrera - en exigeant notamment un entraînement physique très poussé - qui portent rapidement leurs fruits puisque les coéquipiers du capitaine Roberto Mouzo remportent les championnats Metropolitano et Nacional dès la première saison du nouvel entraîneur, battant en finale les rivaux de River Plate (1-0).
Imposant à l'adversaire un pressing intense et un jeu simple et direct, l'équipe aborde la Copa Libertadores 1977 avec l'ambition de la remporter pour la première fois. Disposant notamment de River Plate, Peñarol et du Deportivo Cali, ils défient en finale les Brésiliens de Cruzeiro, tenant du titre. Vainqueurs puis vaincues sur le même score (1-0), les deux équipes doivent se départager aux tirs au but à l'issue d'un match d'appui terminé sur un score vierge. Hugo Gatti arrête le dernier tir et offre la victoire aux Argentins.
Dominé en championnat, Boca Juniors dispute en mars 1978 le match aller de la Coupe intercontinentale 1977 face aux Allemands du Borussia Mönchengladbach, qui se termine sur un match nul (2-2). Pourtant quelques mois plus tard, le club voit la Coupe du monde de football de 1978 se disputer dans son pays sans qu'aucun match ne soit organisé dans son stade ni qu'aucun de ses joueurs ne soit sélectionné dans l’équipe d'Argentine qui enlève la compétition. L'origine populaire du club, qui plaît modérément aux militaires au pouvoir dans le pays, explique selon certains cette forme de boycott.
Le match retour de la Coupe intercontinentale est organisé en août. Alors que l'équipe argentine est donnée perdante par les observateurs, elle marque trois buts en première mi-temps et l'emporte largement (0-3). Quelques mois plus tard, qualifié en tant que tenant du titre pour la Copa Libertadores 1978, Boca Juniors écrase la compétition, dominant notamment River au stade Monumental (0-2), puis les Colombiens du Deportivo Cali en finale (0-0, puis 4-0 en Argentine).
Dominé de nouveau sur la scène domestique, Boca accède une troisième fois d'affilée en finale de la Copa Libertadores en 1979, en dominant notamment les champions argentins d'Independiente, mais s'y incline cette fois face aux Paraguayens de Club Olimpia. C'est la fin du cycle Lorenzo, qui quitte le club cette année-là.

### Les années 1980-1990
En 1981, le club reçoit le renfort de Diego Maradona, meilleur buteur du championnat les deux années précédents sous le maillot d'Argentinos Juniors. Le jeune meneur de jeu offre au club son quinzième titre de champion lors du Metropolitano 1981 avant d'être transféré pour un montant record au FC Barcelone, en Espagne.
Ce départ marque le début d'une période noire pour le club, qui connaît une grave crise financière. En 1984 le stade est temporairement fermé du fait de sa vétusté, et le club n'est sauvé de la faillite en 1986 que de justesse grâce à l'action des dirigeants Antonio Alegre et Carlos Heller. En 1989, le club remporte la deuxième édition de la Supercopa Sudamericana (face à Independiente) et termine à la seconde place du championnat, marquant ainsi la fin de ses difficultés. En 1992 Boca remporte le championnat Apertura, la Recopa et la Copa Master, puis la Copa Nicolás Leoz l'année suivante. Entre 1995 et 1997, Maradona, l'idole de tout le pays, vient terminer sa carrière déclinante dans son club de cœur.

### L'ère Bianchi (depuis 1998)
Mauricio Macri remplace en 1996 le président Antonio Alegre. En juillet 1998, après six années de disette pour le club, il fait appel à l'entraîneur Carlos Bianchi. L’ancien buteur international argentin, qui s’est fait connaître comme entraîneur en remportant avec le modeste club de Vélez Sarsfield la Coupe intercontinentale en 1994, va mener le club à une période de succès exceptionnel.

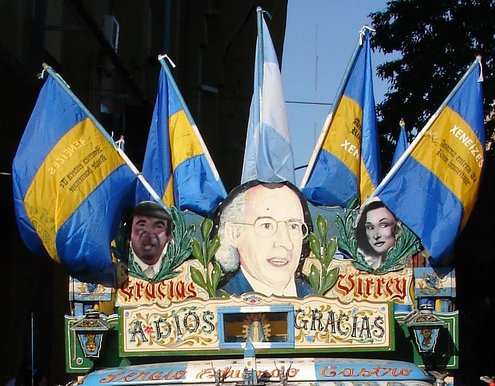
Char en l'honneur de Carlos Bianchi.

Leader naturel capable de rassembler et motiver ses troupes, Bianchi bâtit une équipe solide dont les individualités restent au service du collectif,. Boca Juniors retrouve vite le chemin du succès, au point de réaliser une série de 40 matches sans défaite et de remporter les deux phases (Apertura et Clausura) du championnat 1998-1999, en ne concédant qu’une seule défaite en 38 journées. Qualifiés pour la Copa Libertadores 2000, les Xeneizes éliminent River Plate puis le Club América, avant d’arracher le trophée aux Brésiliens de Palmeiras, tenants du titre, aux tirs au but (2-2, 0-0, 4-2 tab). C’est la troisième victoire du club dans la compétition. Invités à affronter le Real Madrid de Raúl, Luis Figo et Roberto Carlos à Tokyo en Coupe intercontinentale, les hommes de Bianchi l’emportent grâce à deux buts de Martín Palermo en tout début de match (2-1) et à la vista de Juan Román Riquelme.
Qualifié pour la Copa Libertadores 2001 en tant que tenant du titre, Boca remporte préalablement un 19e titre de champion d’Argentine avec le tournoi d’ouverture 2000-2001. Après avoir éliminé les Brésiliens de Vasco da Gama puis de Palmeiras (2-2, 2-2, 3-2 tab), les Argentins conservent leur titre continental face aux Mexicains de Cruz Azul aux tirs au but (1-1, 1-3 tab). Opposé cette fois aux Allemands du Bayern Munich en Coupe intercontinentale, Boca est battu 1 but à 0 après prolongation. L’entraîneur annonce son départ dans la foulée, agacé notamment par le départ de plusieurs joueurs majeurs.
Après la pige de Tabárez, le Vice-roi Bianchi revient aux manettes en janvier 2003. Au printemps, le club aborde la Copa Libertadores 2003 avec ambition. Porté par le talent du jeune Carlos Tévez, Boca dispose des Chiliens de Cobreloa en quart, avant d’écraser l’América de Cali (6-0 sur les deux matchs) puis les Brésiliens du Santos FC en finale (5-1 en score cumulé), dans un remake de la finale de 1963. Dans la foulée, le club remporte un nouveau titre de champion d’Argentine avec son entraîneur fétiche lors du tournoi d’ouverture 2003-2004, et sa deuxième Coupe intercontinentale face au Milan AC, aux tirs au but, après une grande performance de son gardien de but Abbondanzieri.
Moins dominateurs au printemps, les Boquenses atteignent pourtant de nouveau la finale de la Copa Libertadores en 2004, grâce à deux qualifications aux tirs au but face aux Brésiliens de l’AD São Caetano puis face à River Plate. Opposés au Once Caldas, champions de Colombie, ils perdent finalement le match lors de la séance fatidique qui leur avait tant réussi ces dernières saisons, sans parvenir à inscrire le moindre tir. Bianchi démissionne après ce revers « pour le bien du club ». Sous l'ère Bianchi, le club aura remporté neuf titres, tous majeurs : quatre championnats, trois Copas Libertadores et deux Coupes intercontinentales.
Le club fête le 3 avril 2005 son Xentenaire (en référence au terme xeneize), durant lequel 50 000 supporters se retrouvent pour une gigantesque fête, parmi lesquels l'un des joueurs emblématiques du club Diego Maradona. Quelques semaines plus tard, le club entame sous la direction d’Alfio Basile le championnat 2005-2006, dont il remporte les deux tournois. Début 2007, c’est avec Miguel Ángel Russo à leur tête que les coéquipiers de Riquelme et Palermo (tous deux de retour après des passages en Europe) remportent la Copa Libertadores pour la sixième fois (à une seule unité du record tenu par Independiente), en ne laissant aucune chance aux Brésiliens de Grêmio en finale (5-0 sur les deux matchs).
Un an et demi plus tard, Boca Juniors fête son 23e titre de champion sous la direction de Carlos Ischia, confirmant ainsi le club au deuxième rang des clubs les plus titrés du pays, assez loin cependant derrière les rivaux de River Plate. L’ancien adjoint de Bianchi avait mené auparavant le club à sa troisième Recopa Sudamericana depuis 2005. Quelques mois plus tard, l'IFFHS classe le club Xeneize au premier rang des clubs d'Amérique du Sud pour la décennie 2000-2010.

## Palmarès
Boca Juniors est le cinquième club ayant remporté le plus de titres internationaux au monde avec 18 titres, derrière le Milan AC (21), le FC Barcelone (22), Al Ahly (26) et le Real Madrid (31). Parmi ces titres, le club compte six Copa Libertadores et trois Coupes intercontinentales.
Boca a également remporté à 35 reprises le championnat d'Argentine, ce qui en fait le deuxième club le plus titré derrière River Plate (38).
Ces différents trophées lui valent d’apparaître au sixième rang du classement des clubs sud-américains du XXe siècle selon l’IFFHS. Boca Juniors est classé par ailleurs 12e au Classement des clubs du XXe siècle selon un sondage réalisé par la FIFA en 2000 auprès des lecteurs de son magazine.
Pour une période plus récente, Boca apparaît au quinzième rang mondial (et au deuxième rang continental) du All-Time Club World Ranking réalisé sur la période 1991-2009 par l’IFFHS, qui a élevé fin 2010 Boca au rang de « meilleur club d'Amérique du Sud de la 1re décennie du XXIe siècle (2001–2010) », devant le São Paulo FC et River Plate.
| Compétitions nationales | Compétitions internationales | Compétitions internationales |
| --- | --- | ---------------------------- |
| Compétitions actuelles - Championnat d'Argentine (35) - Champion : 1919, 1920, 1923, 1924, 1926, 1930, 1931, 1934, 1935, 1940, 1943, 1944, 1954, 1962, 1964, 1965, Nacional 1969, Nacional 1970, Metropolitano 1976, Nacional 1976, Metropolitano 1981, Apertura 1992, Apertura 1998, Clausura 1999, Apertura 2000, Apertura 2003, Apertura 2005, Clausura 2006, Apertura 2008, Apertura 2011, 2015, 2017, 2018, 2020 et 2022 - Vice-champion : 1927, 1928, 1929, 1933, 1945, 1946, 1947, 1950, 1958, 1973, 1978, 1989, 1991, Apertura 1991, Apertura 1997, Apertura 2002, Clausura 2003, Clausura 2004, Apertura 2006, Clausura 2007, Clausura 2008 et 2014 - Coupe d'Argentine (4) (record) - Vainqueur : 1969, 2012, 2015 et 2020 - Supercoupe d'Argentine (2) - Vainqueur : 2019, 2022 - Finaliste : 2012, 2015,2018 - Coupe de la Ligue (2) (record) - Vainqueur : 2020 et 2022 Compétitions anciennes - Copa de Competencia Jockey Club (2) - Vainqueur : 1919 et 1925 - Copa Ibarguren (5) (record) - Vainqueur : 1919, 1923, 1924, 1940 et 1944 - Finaliste : 1920 - Copa Estímulo (1) - Vainqueur : 1926 - Copa de Competencia Británica (1) - Vainqueur : 1946 - Finaliste : 1944 et 1945 | Compétitions actuelles - Coupe du monde des clubs de la FIFA (0) - Finaliste : 2007 - Copa Libertadores (6) - Vainqueur : 1977, 1978, 2000, 2001, 2003 et 2007 - Finaliste : 1963, 1979, 2004, 2012, 2018 et 2023 - Copa Sudamericana (2) - Vainqueur : 2004 et 2005 - Recopa Sudamericana (4) - Vainqueur : 1990, 2005, 2006 et 2008 - Finaliste : 2004 - Copa Libertadores des moins de 20 ans (1) : - Vainqueur : 2023 Compétitions anciennes - Coupe intercontinentale (3) (record) - Vainqueur : 1977, 2000 et 2003 - Finaliste : 2001 - Internacional Copa Mohammed-V (1) - Vainqueur : 1964 - Finaliste : 1966 - Supercopa Sudamericana (1) - Vainqueur : 1989 - Finaliste : 1994 - Copa Master de Supercopa (1) - Vainqueur : 1992 - Copa de Oro (1) - Vainqueur : 1993 - Copa Iberoamericana (0) - Finaliste : 1994 - Copa Interamericana (0) - Finaliste : 1977 - Copa de Confraternidad Escobar - Gerona (2) (record) - Vainqueur : 1945 et 1946 - Tie Cup (1) - Vainqueur : 1919 - Copa de Honor Cusenier (1) - Vainqueur : 1920 |                              |

## Identité du club

### Surnoms
Comme la majorité des clubs argentins, Boca possède de nombreux surnoms liés à son histoire :
- Los Xeneizes (les Génois) : Les membres de Boca sont surnommés los Xeneizes, d'après le nom ligurien des habitants de la ville de Gênes, en référence à la ville d’origine des immigrants italiens fondateurs du club au début du XXe siècle[1],[9], ou los Boquenses, du nom de la Boca, le quartier du club.
- Los Bosteros (les manieurs de crottin) : les supporters des clubs rivaux de Boca ont rapidement surnommés ceux de Boca los Bosteros parce que leur terrain (où sera construit la Bombonera) se trouve sur le lieu d’une ancienne usine de briques produites avec du crottin de cheval[29]. D’abord injurieux, le surnom est aujourd’hui repris par les supporters de Boca eux-mêmes[2]. Cependant, l’origine du surnom pourrait être différente car on appelait les gens de La Boca Boteros ("bateliers" en français), car ils devaient utiliser des bateaux pour traverser la rivière bordant le quartier. Les supporters adverses auraient changé « Boteros » par « Bosteros » pour se moquer des supporters de Boca[30].
- La Mitad Más Uno (la moitié plus un) : club le plus populaire du pays, les supporters aiment dire que Boca est l'équipe favorite de la « moitié plus un du pays « (la mitad más uno del país).  Selon une étude datant de 2008, ils ne représenteraient en fait «que» 40% de la population[31].

### Couleurs
Le club évolue initialement en rose puis en blanc et bleu. En 1907, Juan Brichetto, qui travaille au port de La Boca, propose de donner les couleurs du premier bateau qui passera le pont et aperçoit celles du pavillon d'un navire suédois, le bleu et l'or. Boca Juniors adopte un maillot bleu barré d'une diagonale jaune, remplacée par une bande horizontale en 1913. Ces couleurs sont celles du club depuis lors.
La liste des tous les maillots originaux est visible sur le site officiel du club.

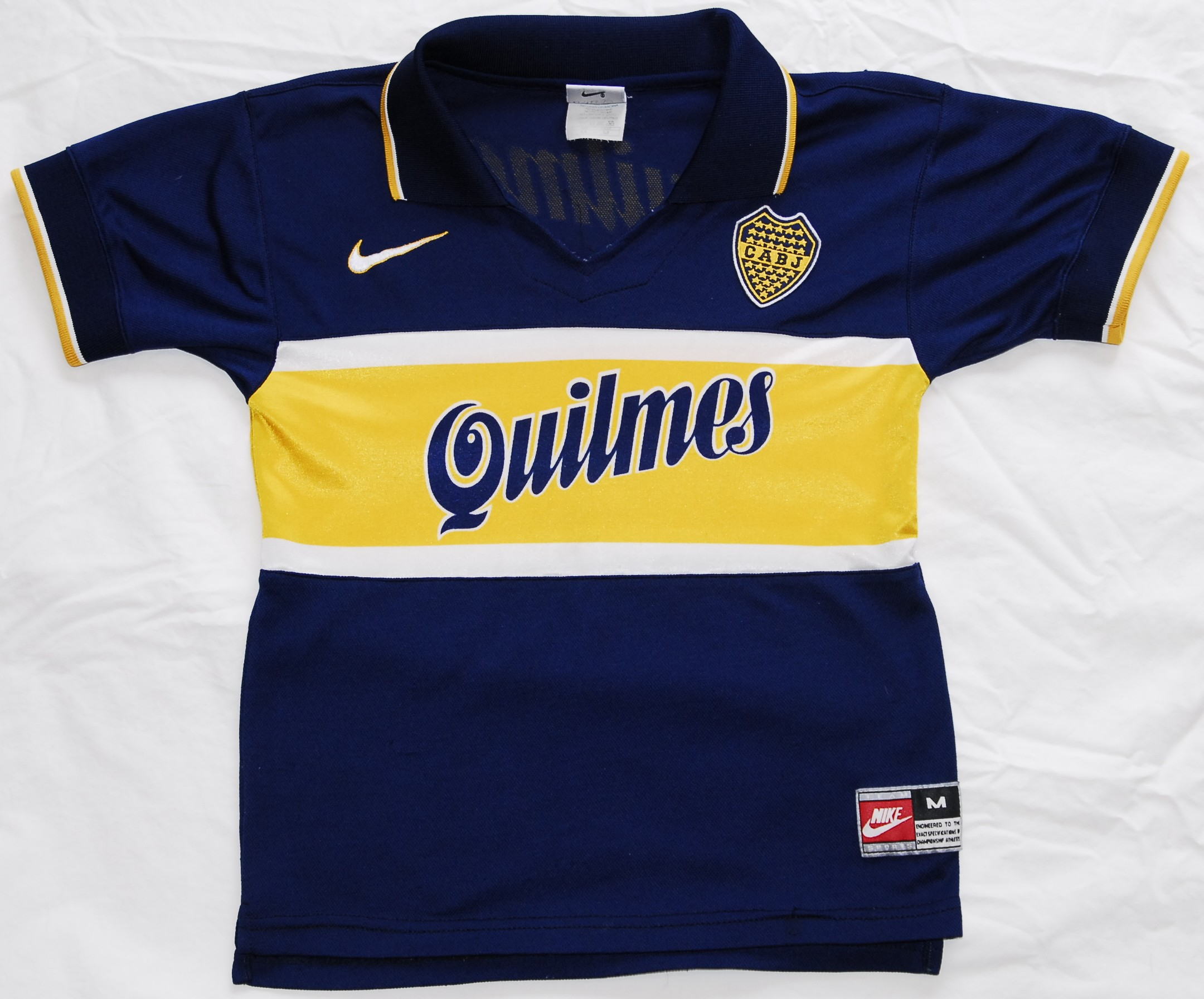
1996-1997 Domicile
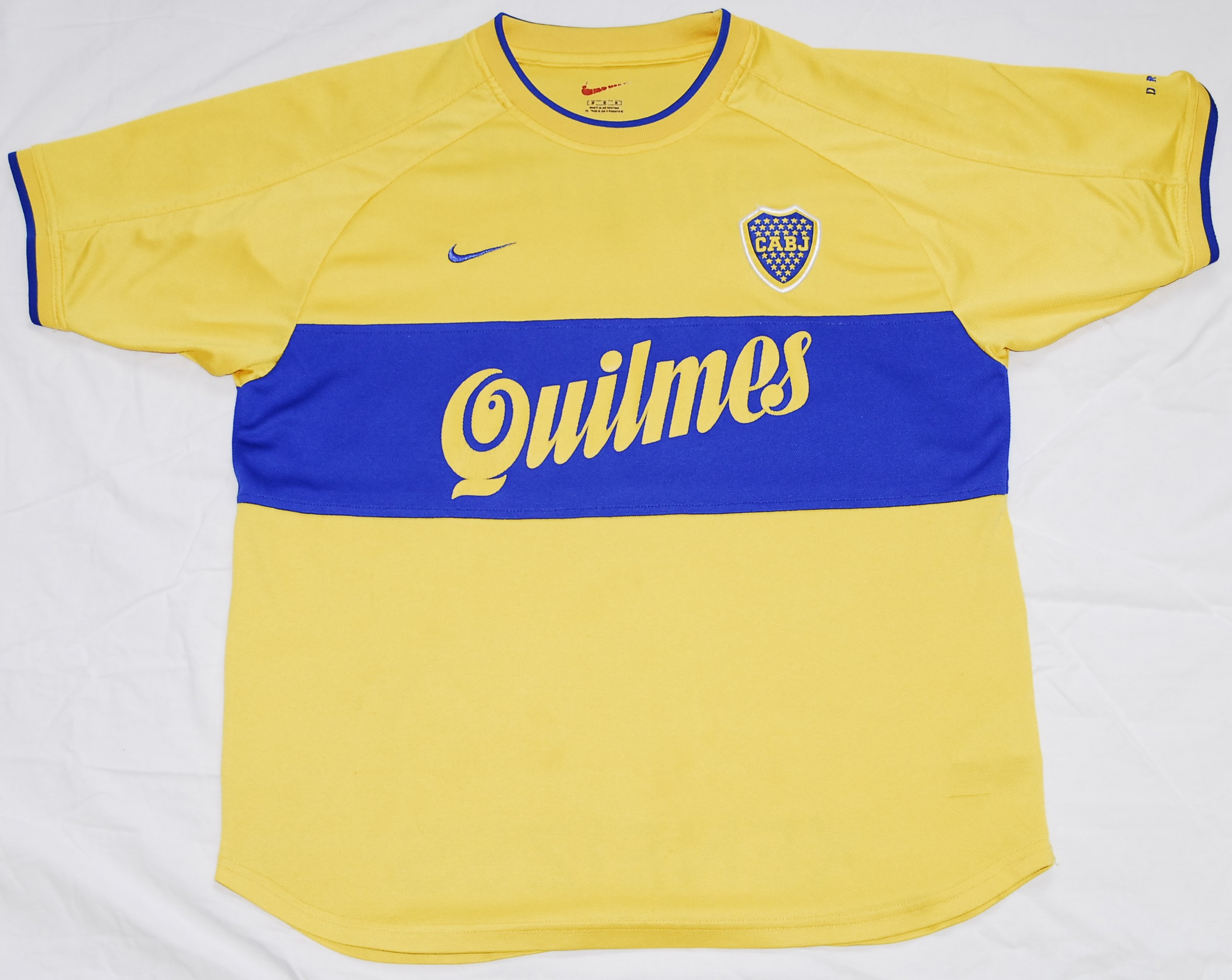
2000 Extérieur
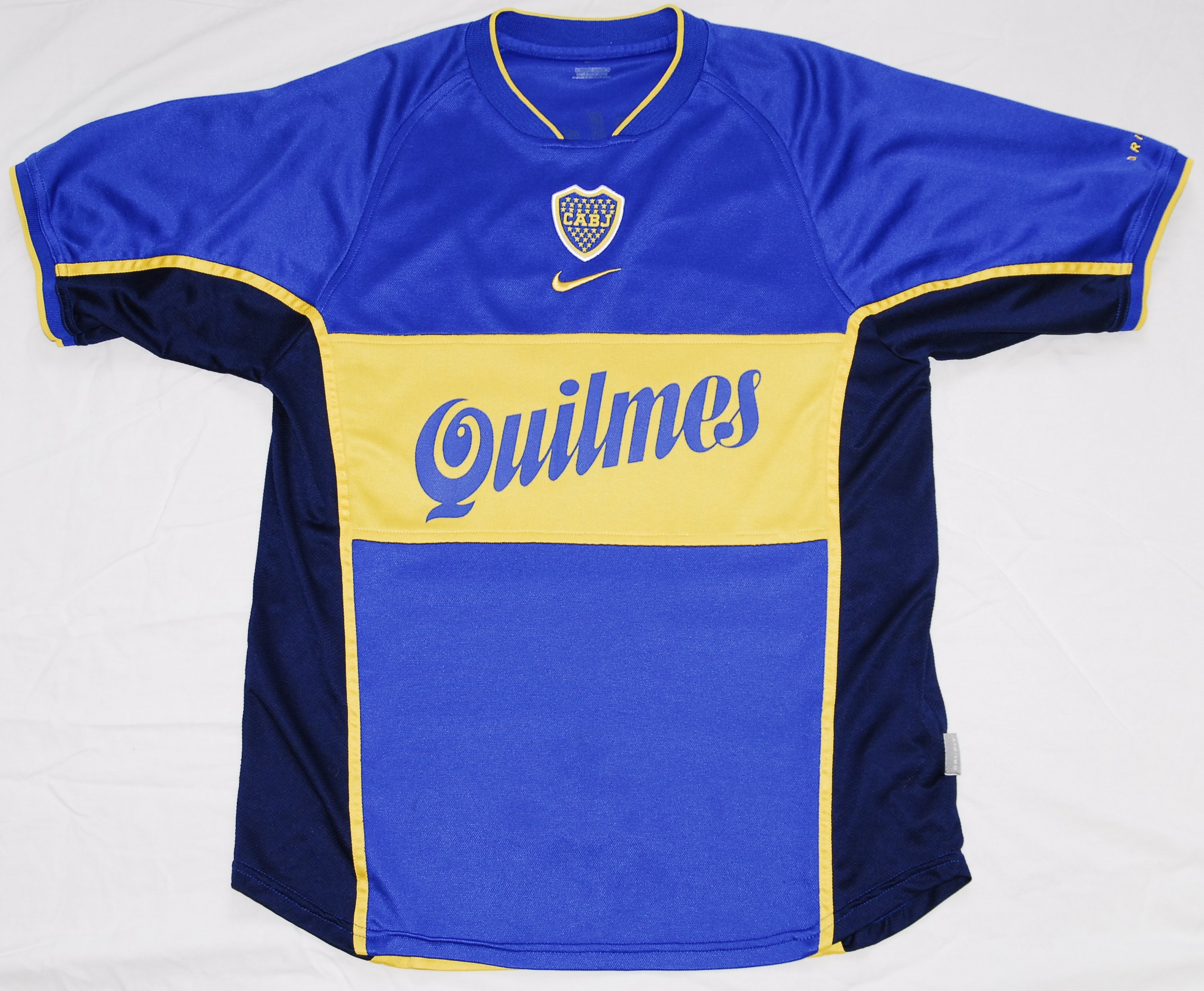
2001-2002 Domicile
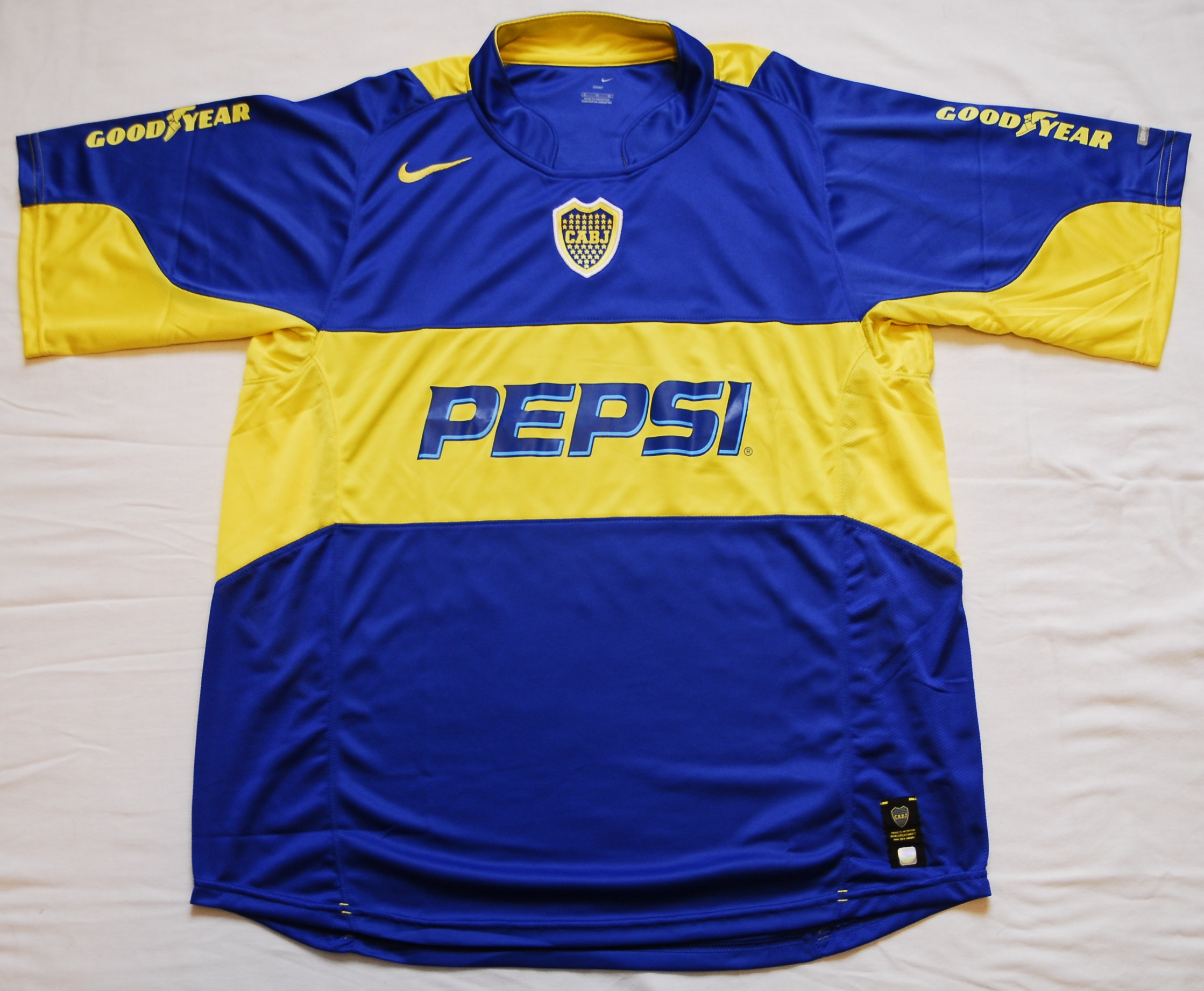
2003-2004 Domicile
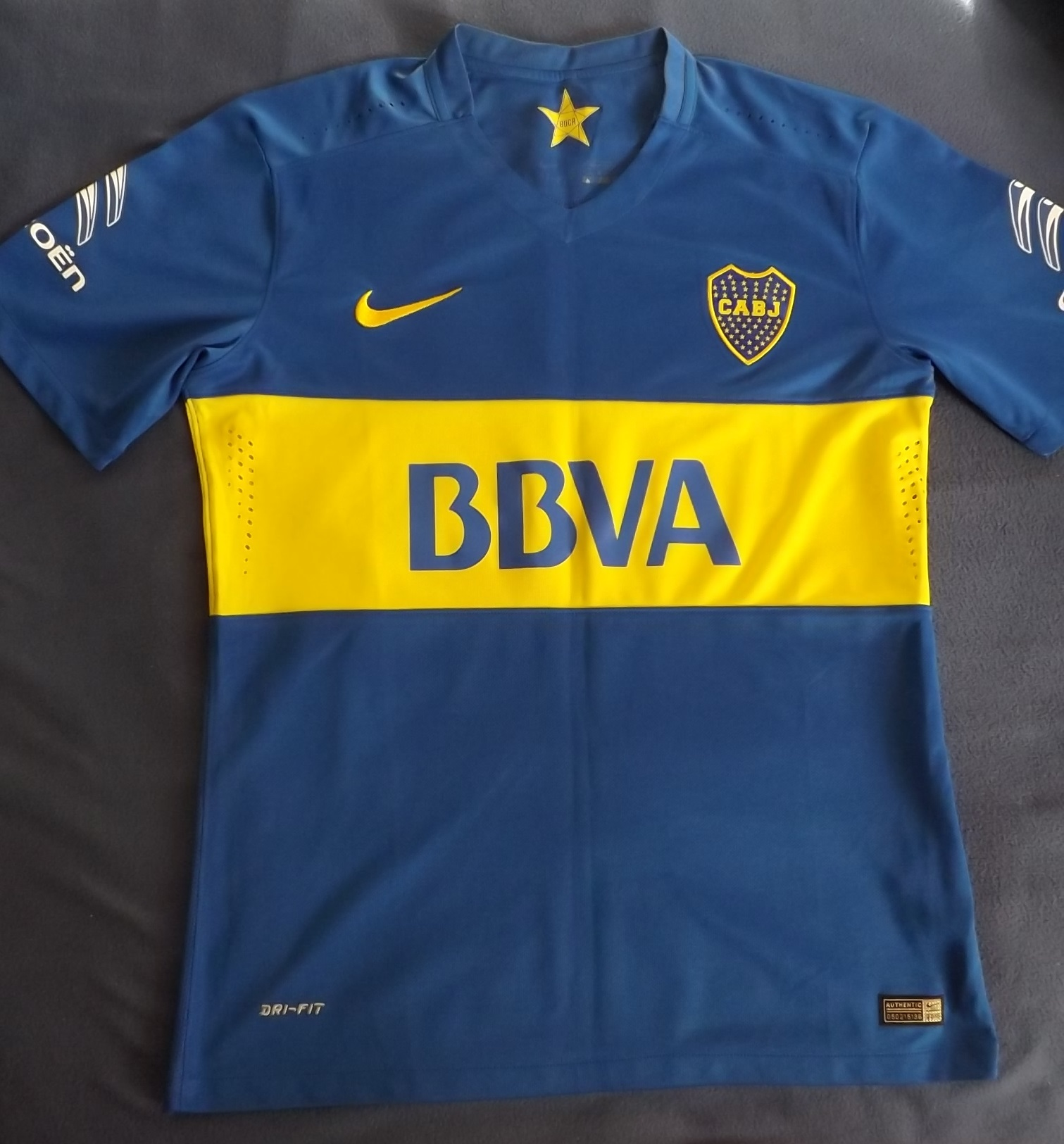
2015-2016 Domicile

À partir de 1979, le maillot de Boca est produit par l'équipementier allemand Adidas, remplacé en 1993 par l'argentin Olan, puis remplacé en 1996 par l'américain Nike et depuis 2020 le maillot est à nouveau produit par Adidas

### Emblèmes
Le club a utilisé différents emblèmes au cours de son histoire. Généralement, ils ont pour point commun d'avoir une forme de blason bleu, barré parfois d'une ligne jaune, sur lequel est écrit le nom du club (« CA BOCA JUNIORS », ou plus récemment « CABJ »). En 1970, des étoiles sont ajoutées au fond du blason, leur nombre (30 initialement, 52 aujourd'hui) rappelant le nombre de titres au palmarès du club.

### Hymne
| « Boca es nuestro grito de amor. Boca nunca teme a luchar, Boca es entusiasmo y valor, Boca Juniors… a triunfar… » Refrain de l'hymne de Boca Juniors |

Le club dispose d'un hymne officiel, La Marcha oficial de Boca Juniors, œuvre de l'écrivain Jesús Fernández Blanco (paroles) et d'Italo Goyeche (musique). Il est écrit en 1926 sur l'initiative de Victoriano Caffarena, un supporter emblématique du club ayant participé à la tournée européenne de 1925.
L'hymne est joué pour la première fois en juillet 1928, au retour à Buenos Aires de la sélection argentine de football, médaillée d'argent aux Jeux olympiques d'Amsterdam en 1928, dont quatre joueurs étaient de Boca (Ludovico Bidoglio, Ángel Médici, Roberto Cherro et Domingo Tarasconi).

## Infrastructures

### La Bombonera
| Adresses successives du terrain de Boca Juniors                                                                                  |
| --- |
| - Dársena Sud : 1905-1907 - Isla Demarchi : 1908–1912 - Wilde : 1914–1915 - Brins y Sengüel : 1916–1924 - Brandsen : depuis 1924 |

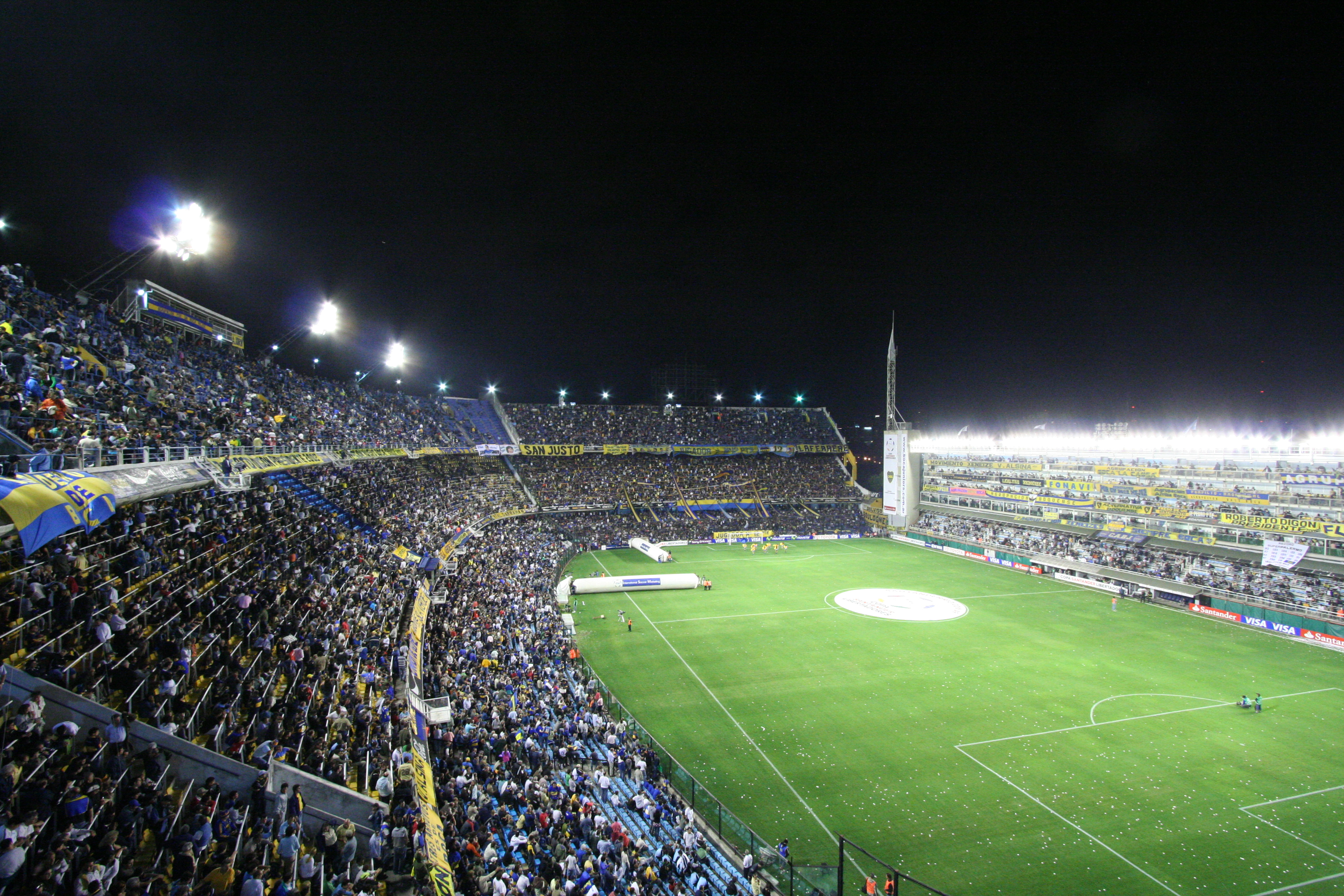
Vue intérieure de la Bombonera.

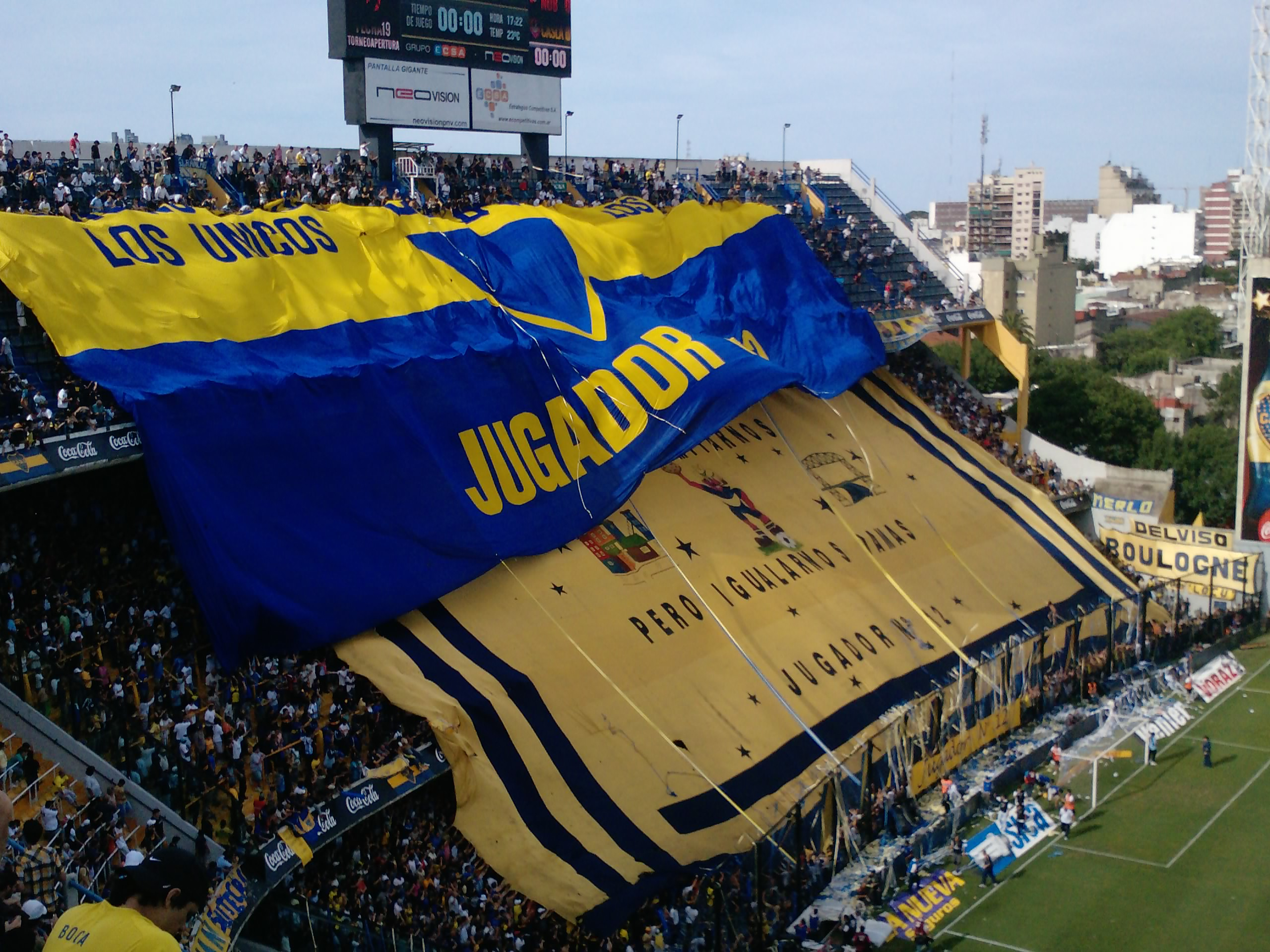
Tifo.

Boca Juniors a connu plusieurs locations avant de s’installer pour de bon à Brandsen, où se trouve son stade actuel. Le premier terrain du club est à Dársena Sur, mais l’équipe doit déménager à Isla Demarchi quand elle s’inscrit en championnat officiel. En 1914, devant le succès de l'équipe, les dirigeants décident de quitter le quartier de la Boca pour Wilde (en), dans la banlieue sud de Buenos Aires. Mais les affluences en chute et les résultats médiocres conduisent le club à faire machine arrière.
Le 25 mai 1916, Boca officialise son retour dans son quartier d'origine en inaugurant son nouveau stade, situé au croisement des Calle Ministro Brin et Calle Senguel. Ils y évoluent jusqu’en 1924, année où ils s’installent au croisement des Calle Brandsen et Calle Del Crucero.
À l'initiative du président Camilo Cichero, le club y fait construire un nouveau stade à partir de 1938 sous la direction de José L. Delpini, dans le but de répondre aux besoins grandissants d’accueil de spectateurs. Pendant les travaux, les Xeneizes doivent emprunter l'Estadio Ricardo Etcheverry appartenant à l'équipe de Ferro Carril Oeste.
Le nouveau stade est inauguré le 25 mai 1940. Il comprend initialement deux étages de gradins, avant qu’un troisième niveau ne soit ajouté en 1953 (en même temps que l’éclairage électrique), ce qui lui vaudra le surnom de la Bombonera (en français : « bonbonnière »). Alors que trois des quatre côtés du stade sont composés de tribunes traditionnelles arrondies, une des tribunes latérales, coincée entre le terrain et la rue, reste largement inachevée jusqu’en 1996, quand de nouveaux balcons et loges sont édifiés, grâce à une structure métallique verticale. Sa configuration et la passion des supporters font que la Bombonera est réputée pour les vibrations des tribunes, qui se ressentent sensiblement lorsque les supporters se mettent à sauter en rythme. Une expression consacrée veut que la Bombonera no tiembla, late (en français : « La Bombonera ne tremble pas, elle bat [comme un cœur] »).
Le stade - rebaptisé officiellement Estadio Alberto J. Armando, du nom d’un des présidents emblématiques de l’histoire du club, en 2000 - a une capacité de 54 000 places, contre plus de 57 000 à la fin des années 1990.
Pendant son mandat, dans les années 1960-1970, le président Alberto Armando avait développé le projet de faire construire un nouveau stade de 140 000 places, la Ciudad Deportiva, qui ne verra finalement pas le jour pour des raisons financières.
Depuis 2001, Boca Juniors dispose d'un Musée au sein de la Bombonera. L’objectif du musée est de faire sentir aux visiteurs la sensation d’assister à un match de foot au sein de la Bombonera, car il est aujourd’hui très compliqué de pouvoir assister à un match au sein de Boca Juniors à domicile (toutes les places sont réservées aux socios du club).
Fait atypique, Coca Cola, sponsor du club a utilisé d'autres couleurs institutionnelles pour afficher son partenariat dans le stade.

### LaCasa Amarilla
Le centre d'entraînement de Boca Juniors est connu comme la Casa Amarilla en français : « la maison jaune ». Il se trouve à proximité de la Bombonera, au cœur du quartier de la Boca, ce qui explique sa taille modeste : trois terrains, dont un synthétique, et un bâtiment principal où se trouvent les vestiaires, une salle de musculation, le centre médico-sportif et une salle de conférence.
On y trouve également le centre de formation. Inauguré en 1997, ce dernier accueille environ 200 jeunes de 14 à 19 ans, dont 80 sont hébergés au centre, dans l'auberge. La formation insiste sur les qualités traditionnelles des footballeurs argentins : agressivité, engagement, intensité et rythme.

## Aspects économiques

### Statut
Boca Juniors, comme la plupart des clubs sud-américains, est une association à but non lucratif, à la différence des sociétés anonymes que sont devenus les clubs européens. Ce statut, associé à la faiblesse économique de ces pays, touchés par une crise importante dans les années 2000, explique en partie le sous-développement économique de ces clubs.

### Aspects financiers
Avec son rival de River Plate, Boca Juniors domine financièrement le championnat d'Argentine. En 2009, le budget du club est d'environ 33 millions d'euros, dont classiquement un tiers provient des droits de télévision et un tiers des ventes de joueurs. Entre 1996 et 2006, Boca Juniors a cédé plus de trente joueurs, essentiellement vers des clubs européens, pour un montant d'environ 180 millions de dollars. Ce niveau de montant s'approche des budgets les plus importants du continent américain, que ce soit les clubs brésiliens (Corinthians, São Paulo FC, etc.) ou les autres (Chivas de Guadalajara, Liga de Quito…), mais reste assez éloigné de ce qui se pratique au plus haut niveau européen.
De fait le football argentin se distingue par une certaine faiblesse économique et un fort endettement. La dette du club se monte ainsi en 2010 à 97,6 millions de pesos, en baisse d'un quart par rapport à l'année précédente, soit environ 50 % de son budget annuel.
Par ailleurs, comme c’est généralement le cas en Amérique du Sud, le club est propriétaire de son stade et de ses installations.

### Sponsors
En 1983, le maillot du club affiche un premier sponsor principal : Vinos Maravilla, puis l'américain Dekalb ; de 1985 à 1989, le fabricant de pneumatique argentin Fate, puis le constructeur automobile italien Fiat jusqu'en 1992, le groupe agro-alimentaire Parmalat jusqu'en 1995 ; de 1996 à 2002, la brasserie argentine Quilmes, puis l'américain Pepsi pendant deux ans ; de 2005 à 2009, Megatone, une chaîne argentine de magasins d'électroniques ; et depuis, le coréen LG Group.
En 2012, BBVA Banco Francés une banque de Buenos Aires, devient le sponsor maillot principal. En 2018 le nouveau sponsor principal du maillot est la compagnie aérienne Qatar Airways .

## Personnalités

### Présidents
En octobre 2008, à la suite du décès de Pedro Pompilio, Jorge Amor Ameal termine le mandat de quatre ans de son prédécesseur et devient ainsi le 28e président de l'histoire du club, le premier étant Esteban Baglietto, l'un des membres fondateurs.
Parmi les présidents notables, Camilo Cichero (1937-1938) est connu pour avoir lancé la construction de la Bombonera, qui portera longtemps officiellement son nom.
Alberto J. Armando (1954-1955, 1960-1980) a œuvré à la modernisation et au développement du club, en faisant notamment l'acquisition de La Candela qui restera le centre d'entraînement du club jusqu'en 1991. Malgré l'échec de la construction du très grand stade (la Ciudad Deportiva) qu'il souhaitait faire construire, son mandat se termine avec l'apothéose sportive connue avec l'entraîneur Juan Carlos Lorenzo.
Enfin, Mauricio Macri (1996-2008) lance de nombreuses réformes en arrivant à la tête du club. Il fait rénover la Bombonera, y construisant notamment des loges VIP inaugurées en août 1996, et investit dans la formation. Vice-champion de l’Apertura 1997, Boca fait appel à Carlos Bianchi, qui remporte les deux phases du championnat 1998-1999, en réalisant une série record de 40 matchs sans défaite. En 2000, le club remporte pour la première fois de son histoire la triple couronne championnat-Copa Libertadores-Coupe intercontinentale. En décembre, il renomme officiellement le stade Alberto J. Armando en hommage à l’ancien président dont il était un proche, tandis qu’une nouvelle enceinte est inaugurée pour l’équipe de basket. En 2001, le club conserve son titre en Libertadores mais Bianchi démissionne à la suite de la défaite en finale de la Coupe intercontinentale. Macri le fait revenir en 2003 et le club réédite le triplé de 2000. Malgré le nouveau départ de Bianchi, l’équipe poursuit son importante moisson de titres internationaux sous la direction d’Alfio Basile. En 2005, le président provoque la polémique en annulant l’inscription de nouveaux socios par manque de places dans le stade. Le club remporte cependant en 2007 une nouvelle Copa Libertadores, la première sans Lorenzo ni Bianchi. La popularité acquise comme président de Boca Juniors l'aidera à se faire élire par la suite député, maire de Buenos Aires et enfin président de la Nation (2015-2019).
| Présidents du CA Boca Juniors | Présidents du CA Boca Juniors | Présidents du CA Boca Juniors |
| --- | --- | --- |
| - Esteban Baglietto (1905) - Luis Cerezo (1905) - Juan Briccetto (1906-1907) - Ludovico Dollenz (1907-1908) - Pablo Giúdice (1908) - Juan Briccetto (1908-1914) - Santiago Sana (1914-1915) - Emilio Meincke (1915-1917) - Santiago Sana (1918) - Emilio Meincke (1918-1920) - Emilio Gagliolo (1920-1921) - Agustín Cassinelli (1921) | - Juan Fernández (1921-1922) - Manlio Anastasi (1922-1926) - Bartolomé Gutiérrez (1927-1928) - Nicolás Blahovich (1928) - Ruperto Molfino (1929-1936) - Camilo Cichero (1937-1938) - Eduardo Sánchez Terrero (1939-1946) - Alfredo López (1947) - Daniel Gil (1948-1953) - Alberto Jacinto Armando (1954-1955) - Emilio Leveratto (1956) - Miguel de Riglos (1957-1959) | - Alberto Jacinto Armando (1960-1980) - Martín Noel (1981-1983) - Domingo Corigliano (1984) - Federico Polak (1984-1985) - Antonio Alegre (es) (1985-1995) - Mauricio Macri (1996-2008) - Pedro Pompilio (es) (2008) - Jorge Amor Ameal (es) (2008-2011) - Daniel Angelici (es) (2011-2023) - Juan Roman Riquelme (2023-?) |

### Entraîneurs du club
Comme la majorité des clubs sud-américains, Boca Juniors se distingue par l’instabilité chronique de son poste d’entraîneur, dont le titulaire reste très rarement en poste plus de deux ans.
Deux des entraîneurs qui échappent à la règle sont également ceux à avoir remporté le plus de titres avec le club de Buenos Aires : Juan Carlos Lorenzo, qui mène le club à sa première Coupe intercontinentale, entre 1976 et 1979, et Carlos Bianchi, vainqueurs de neuf titres majeurs en deux périodes, de 1998 à 2001 puis de janvier 2003 à décembre 2004. Sur le podium des entraîneurs les plus titrés figure Alfio Basile, avec cinq trophées glanés entre 2005 et 2006.
Tous les entraîneurs de talent n'ont cependant pas connu le succès à Boca, comme le montrent les passages des Alfredo Di Stéfano, César Luis Menotti et autres Óscar Tabárez.
L'historique complet des entraîneurs est le suivant :
| Entraîneurs du CA Boca Juniors | Entraîneurs du CA Boca Juniors | Entraîneurs du CA Boca Juniors |
| --- | --- | --- |
| - Mario Fortunato (1930-1937) - Juan José Tramutola (1938) - Valère de Besveconny (1939) - Ángel Fernández Roca (1939-1940) - Enrique Sobral (1940) - Mario Coloccero (1941) - Oscar Tarrío (1942) - Alfredo Garassino (1943-1945) - Mario Fortunato (1946) - Eduardo González Pinto (1947) - Julio Benavídez (1948) - - Renato Cesarini (1949) - Ferenc Plattkó (1949-50) - Ernesto Lazzatti (1950) - Emilio Baldonedo (en) (1951-1952) - Gerónimo Díaz (1953) - Mario Fortunato (1953) - Ernesto Lazzatti (1954) - Jaime Sarlanga (1955) - Mario Fortunato (1956-1957) - Bernardo Gandulla (en) (1958) - José Manuel Moreno (1958-1959) - Claudio Vacca (es) (1959) - Carlos Sosa (1960) - José D'Amico (1960) - Vicente Feola (1961) - José D'Amico (1962-1963) - Aristóbulo Deambrossi (es) (1963-1964) - Néstor Rossi (1965-1966) - Adolfo Pedernera (1967) - Alcides Silveira (1967-1968) - José D'Amico (1968) | - Alfredo Di Stéfano (1969) - José María Silvero (1970-1971) - Fernando Riera (1970-1971) - José Varacka (1972) - Rogelio Domínguez (1973-1975) - Juan Carlos Lorenzo (1976-1979) - Antonio Rattín (1980) - Silvio Marzolini (1981) - Vladislao Cap (1982) - Carmelo Faraone (es) (1982-1983) - Raúl Seoane(int.) (1983) - Ernesto Grillo(int.) (1983) - Miguel Ángel López (1983-1984) - Dino Sani (1984) - Ernesto Grillo(int.) (1984) - Mario Zanabria(int.) (1984) - Alfredo Di Stéfano (1985) - Mario Zanabria (1985-1986) - César Luis Menotti (1987) - Roberto Saporiti (1987) - Juan Carlos Lorenzo (1987) - José Pastoriza (1988-1989) - Carlos Aimar (es) (1989-1990) - Osvaldo Potente(int.) (1990) - Óscar Tabárez (1991-1993) - Osvaldo Potente(int.) (1993) - Jorge Habbeger (1993) - Enrique Hrabina (es)(int.) (1993) - César Luis Menotti (1993-1994) - Enrique Hrabina (es)(int.) (1994) - Silvio Marzolini (1995) - Carlos Bilardo (1996) | - Francisco Sá(int.) (1996) - Héctor Veira (1997-1998) - Carlos García Cambón (en)(int.) (1998) - Carlos Bianchi (1998-2001) - Óscar Tabárez (2002) - Carlos Bianchi (2003-2004) - Miguel Brindisi (2004) - Jorge José Benítez (2004-2005) - Abel Alves(int.) (2005) - Alfio Basile (2005-2006) - Ricardo La Volpe (2006) - Miguel Ángel Russo (2007) - Carlos Ischia (2008-2009) - Abel Alves(int.) (2009) - Alfio Basile (2009-2010) - Abel Alves (2010) - Roberto Pompei(int.) (2010) - Claudio Borghi (2010) - Roberto Pompei(int.) (2010) - Julio César Falcioni (2011-déc. 2012) - Carlos Bianchi (déc. 2012-2014) - Rodolfo Martín Arruabarrena (2014-févr. 2016) - Guillermo Barros Schelotto (mars 2016-déc. 2018) - Gustavo Alfaro (déc. 2018-?) - Miguel Ángel Russo (jan. 2020-août 2021) - Sebastián Battaglia (août 2021-juil. 2022) - Hugo Ibarra (juil. 2020-mars 2023) - Jorge Almirón (avr. 2023-nov. 2023) - Mariano Herrón(int.) (nov. 2023-déc. 2023) - Diego Martínez (2024-) |

### Joueurs emblématiques
| Joueurs             | Période             | Matchs |
| ------------------- | ------------------- | ------ |
| Roberto Mouzo       | 1971-1984           | 426    |
| Hugo Gatti (G)      | 1976-1988           | 417    |
| Silvio Marzolini    | 1960-1972           | 407    |
| Martín Palermo      | 1997-2001 2004-2011 | 404    |
| Navarro Montoya (G) | 1988-1996           | 400    |
| Juan Roman Riquelme | 1996-2002 2007-2014 | 388    |
| Antonio Rattín      | 1956-1970           | 382    |
| Ernesto Lazzatti    | 1934-1947           | 379    |
| Rubén Suñé          | 1967-1972 1976-1980 | 377    |
| Natalio Pescia      | 1942-1956           | 365    |

Meilleurs buteurs
| #  | Joueurs                | Années                        | Total | Championnat (1) | Championnat (1) | Coupes continentales (2) | Autres (3) |        |
| -- | ---------------------- | ----------------------------- | ----- | --------------- | --------------- | ------------------------ | ---------- | ------ |
| 1  | Martín Palermo         | 1997 - 2011                   | 236   | 193             | -               | 43                       | -          | [ 48 ] |
| 2  | Roberto Cherro         | 1926 - 1938                   | 218   | 210             | -               | -                        | 8          |        |
| 3  | Francisco Varallo      | 1931 - 1939                   | 194   | 180             | -               | -                        | 14         |        |
| 4  | Domingo Tarasconi      | 1922 - 1932                   | 191   | 185             | -               | 1                        | 5          |        |
| 5  | Jaime Sarlanga         | 1940 - 1948                   | 129   | 114             | -               | 3                        | 12         |        |
| 6  | Mario Boyé             | 1941 - 1955                   | 124   | 113             | -               | 2                        | 9          |        |
| 7  | Delfín Benítez Cáceres | 1932 - 1939                   | 114   | 106             | -               | -                        | 8          |        |
| 8  | Pío Corcuera           | 1941 - 1948                   | 97    | 79              | -               | 5                        | 13         |        |
| 9  | Pedro Calomino         | 1911 - 1924                   | 94    | 75              | 3               | 1                        | 15         |        |
| 10 | Carlos Tévez           | 2001-2005 2015-2017 2018-2021 | 94    | 62              | -               | 25                       | 7          |        |

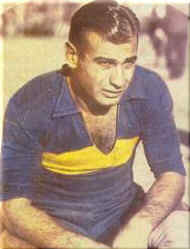
Varallo, buteur star des années 1930.

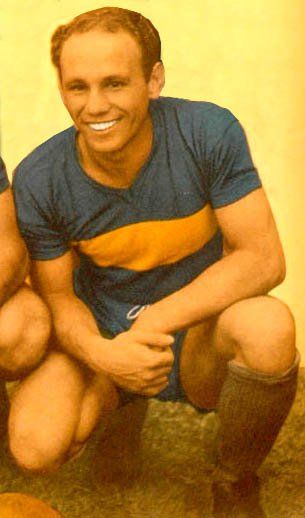
Natalio Agustín Pescia, dans les années 1950.

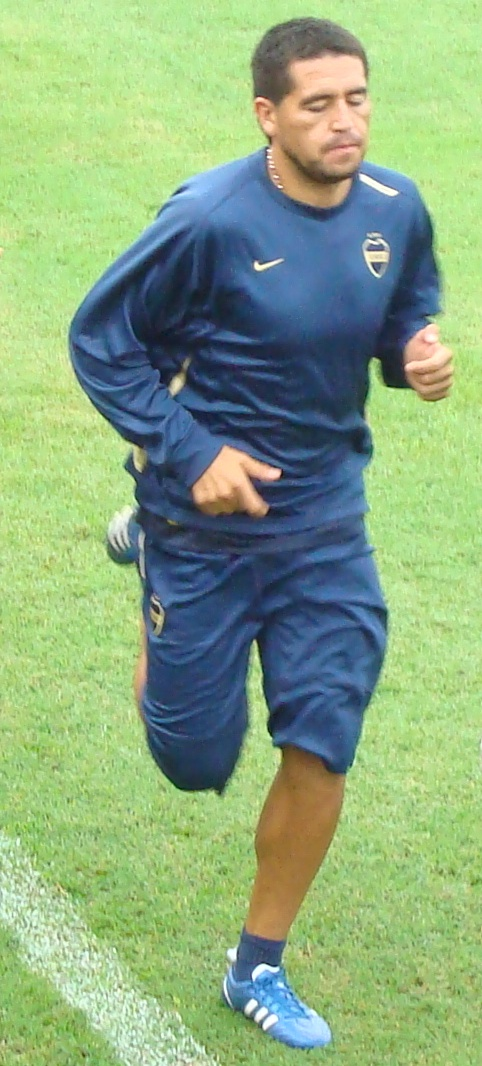
Riquelme, ídolo de Boca.

Sauf exception, les joueurs emblématiques de Boca Juniors sont argentins, et jouent généralement en attaque… C’est le cas par exemple de Pedro Calomino (1911-1913, 1915-1924), attaquant international et première véritable star du club de l’époque amateur qui, avec son coéquipier El Gloria Américo Tesorieri (1916-1921, 1922-1927), gardien de but international, mène le club à ses premiers titres. Le rôle du buteur est repris dans les années 1920 par Domingo Tarasconi (1922-1932), auteur de 193 buts sous le maillot bleu et or et meilleur buteur des Jeux olympiques en 1928.
1931 marque l'avènement du professionnalisme. Boca Juniors remporte trois des cinq premiers championnats (1931, 1934 et 1935), grâce à une attaque redoutable composée de Roberto Cherro et Francisco Varallo (1931-1940), rejoints en 1932 par le Paraguayen Delfín Benítez Cáceres (107 buts en 162 matchs entre 1932 et 1939). Le premier, meilleur buteur du championnat en 1930 (37 buts) et auteur de 221 buts en 305 matchs officiels pour Boca, devient le meilleur buteur de l’histoire du club. Le second, auteur de 184 buts en 222 matchs, devient le meilleur buteur de l’histoire du club en matchs professionnels. Les deux records seront battus en 2009 par Martín Palermo.
Trois titres de champion sont remportés en 1940, 1943 et 1944. Les stars boquenses sont les fidèles milieux de terrain Ernesto Lazzatti (1934-1947) et Natalio Agustín Pescia (1942-1956), futur candidat malheureux à la présidence du club, et les attaquants Jaime Sarlanga (128 buts entre 1940 et 1948), Severino Varela, international uruguayen venu du CA Peñarol de 1943 à 1945, et El Atómico Mario Boyé. Formé au club, ce dernier joue neuf saisons à Boca avant d’être transféré au Genoa CFC en 1949, en Italie. Revenu en Argentine en 1950, il termine sa carrière à Boca en 1955 où il marque les derniers de ses 123 buts pour le club. En 1954, Lazzatti prend en charge la direction de l’équipe qu'il mène au titre de champion.
Après une période difficile, le renouveau sportif connu entre 1962 et 1970 est notamment le fait de quelques joueurs importants, tous internationaux : le milieu de terrain défensif Antonio Rattín, qui réalise toute sa carrière (1956-1970) à Boca avant d'en devenir l'entraîneur en 1980, le gardien de but Antonio Roma (1960-1972) et le défenseur Silvio Marzolini (1960-1972), recrutés en même temps du Ferro Carril Oeste, puis les attaquants Alfredo Rojas (1965-1968) et Ángel Clemente Rojas (1963-1971).
À son arrivée en 1976, l'entraîneur Juan Carlos Lorenzo trouve un groupe qui n'a rien gagné depuis six ans. Se basant sur des joueurs cadres, il construit une équipe solidaire autour des défenseurs Roberto Mouzo (1971-1984), tenant du record de nombre de matchs joués avec Boca (426), et Vicente Pernía (1973-1981), renforcée par le retour du milieu de terrain Rubén Suñé, formé au club (1967-1972, 1976-1980) et par le recrutement de plusieurs joueurs majeurs : le gardien de but Hugo Gatti (1976-1988), le défenseur d'Independiente Francisco Sá (1976-1981), le milieu Mario Zanabria, qui deviendra l'entraîneur quelques années plus tard, ou encore le buteur Ernesto Mastrángelo. L'équipe remporte deux Copa Libertadores et la première Coupe intercontinentale du club.

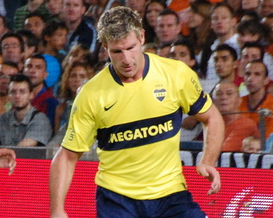
Palermo, meilleur buteur de l'histoire du club.

En 1981, les dirigeants recrutent pour une fortune le génial meneur de jeu Diego Maradona. Meilleur buteur et élu en fin de saison meilleur joueur argentin, il illumine le jeu de l'équipe Xeneize qu'il mène au titre de champion en 1981. Ses performances conduisent à son transfert au FC Barcelone pour un montant record à l'été 1982. Supporter de Boca, Maradona termine sa carrière au club entre 1995 et 1997, aux côtés de son ami Claudio Caniggia. El pibe de Oro joue en 1997 son dernier match face à River Plate, au cours duquel il est remplacé par le jeune espoir Juan Román Riquelme. Entretemps, le jeune buteur Gabriel Batistuta (1989-1991) y a montré l’étendue de son talent avant de partir en Europe réaliser une grande carrière. De 1988 à 1996, le gardien de but est le Colombien Carlos Navarro Montoya qui, en fixant à 824 minutes le record d’invincibilité boquense lors du championnat 1992, contribue largement à la conquête du titre par les Xeneizes.
Quand l'entraîneur Carlos Bianchi arrive en 1998, le club reste sur une longue période d'insuccès. Autour du meneur de jeu Riquelme (1996-2002, 2007-) et des attaquants Guillermo Barros Schelotto (1997-2007), joueur particulièrement apprécié des supporters, et Martín Palermo (1997-2000, 2004-2011), meilleur buteur de l’histoire du club (avec 236 buts), remplacé un temps par El Apache Carlos Tévez (2001-2005), il construit une équipe brillante qui remporte neuf titres majeurs en cinq ans, dont la Coupe intercontinentale à deux reprises (2000 et 2003). Leurs coéquipiers majeurs sont le gardien de but Roberto Abbondanzieri (1997-2006), les défenseurs Hugo Ibarra (1998-2001 ; 2002-2003 ; 2007-2010), Nicolás Burdisso (1999–2004) et le capitaine colombien Jorge Bermúdez (1997-2001), le milieu défensif Sebastián Battaglia (1998-2003 ; 2005-2011) ou encore l'attaquant Marcelo Delgado (2000–2003, 2005-2006).
Les deux footballeurs ayant remporté le plus de titres avec Boca sont Battaglia et Barros Schelotto avec seize titres chacun, dont les deux Coupes intercontinentales de 2000 et 2003 et les quatre Copas Libertadores de la décennie (2000, 2001, 2003, 2007).
Début 2008, un sondage organisé par le club auprès des supporters fait officiellement de Riquelme, revenu au club quelques mois plus tôt, l'idole numéro 1 des supporters avec 33,37 % des suffrages, devant Maradona (26,42 %) et Guillermo Barros Schelotto (21,36 %). Palermo et Tévez sont respectivement quatrième et cinquième.

### Effectif professionnel actuel
Le premier tableau liste l'effectif professionnel de Boca Juniors pour la saison 2025. Le second recense les prêts effectués par le club lors de cette même saison.
En grisé, les sélections de joueurs internationaux chez les jeunes mais n'ayant jamais été appelés aux échelons supérieurs une fois l'âge-limite dépassé ou les joueurs ayant pris leur retraite internationale.

## Culture populaire

### Supporters

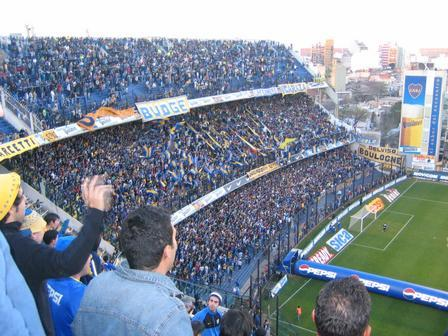
Vue de la Bombonera au milieu des supporters

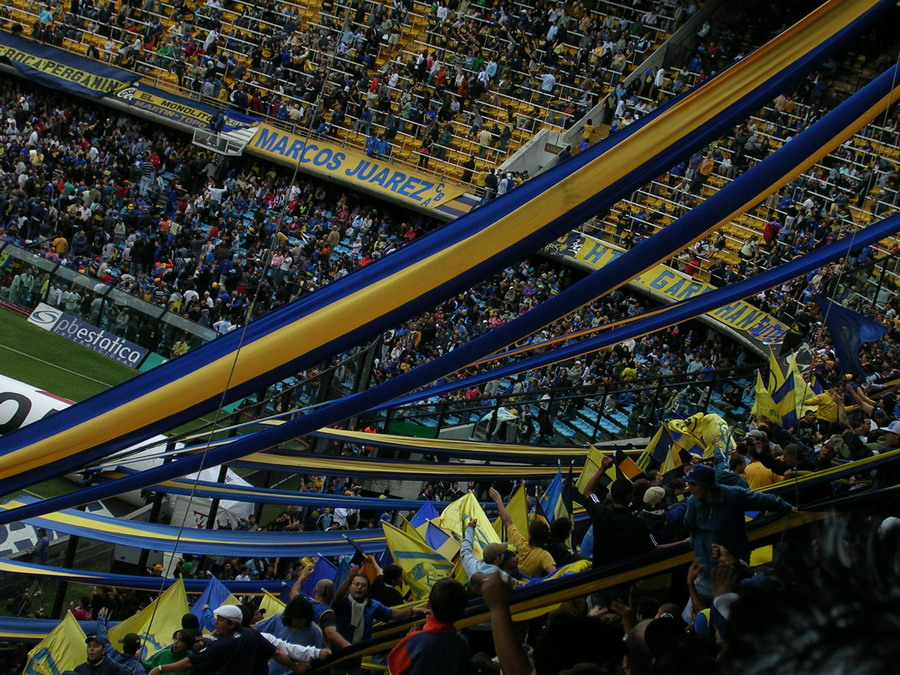
La 12 dans La Bombonera

En 2005, le club revendique 56 300 socios, soit davantage que la capacité de son stade. La Bombonera est notamment réputée pour la ferveur des supporters, surnommés El 12 (en français : « le douzième ») : l’ambiance y est déchaînée et passionnée, comme rarement ailleurs. Ce surnom date de la tournée du club en Europe en 1925, quand l'équipe argentine fut accompagnée et soutenue par un fan issu d'une famille aisée, Victoriano Caffarena, qui noua alors des liens avec les joueurs qui le surnommèrent El Jugador Número 12. Cette expression est généralisée à l'ensemble des supporters dans les années 1930 par le journaliste Pablo Rojas Paz dans un article publié par le journal Crítica, avant d'être officialisée par le club dans les années 1960, sous la présidence d'Alberto Jacinto Armando.
En fonction de ses résultats et du calendrier de la saison régulière, le club compte en moyenne entre 30 000 et 49 000 supporters de moyenne dans son stade (il en compte par exemple 43 000 en 2008), alors que les autres clubs du pays les plus suivis (Rosario Central, River Plate, Newell's Old Boys, Racing Club…) ne dépassent que rarement la barre des 35 000 spectateurs de moyenne. La passion pour Boca Juniors va si loin que les supporteurs peuvent être enterrés dans des cercueils spéciaux aux couleurs du club en bleu et or, dans un cimetière ouvert par le club à la suite des désagréments provoqués par les fans qui jetaient les cendres de supporteurs décédés dans des sacs plastiques sur la pelouse pendant les matchs.
Pendant l'âge d'or du tango, les clubs sportifs ouvraient leurs terrains, de football, de basket-ball, aux danseurs, et en 1941, la piste de Boca Juniors fut capable d'accueillir 15 000 couples de danseurs de tango.

### Popularité
Boca Juniors est traditionnellement considéré comme le club le plus populaire d'Argentine, comme l'illustre l'expression selon laquelle le club est soutenu par la mitad más uno (en français : « la moitié plus un ») des supporters. Dans la réalité ce n'est pas le cas, puisque d'après les différentes études connues Boca est soutenu par 40 % à 42 % des Argentins, ce qui en fait malgré tout le club le plus soutenu du pays, devant River Plate (31 à 33 %) et Independiente (environ 5 %),.
Une enquête datant de 2006 indique que le fait d'être supporter du club n'est pas forcément liée au lieu d'habitation, les proportions étant assez stables à travers le pays, mais plutôt à la classe sociale : Boca Juniors étant soutenu davantage parmi les pauvres et les travailleurs que parmi les classes sociales élevées, à l'inverse de River Plate.

### Rivalités
Le Superclásico oppose Boca Juniors au CA River Plate, les deux équipes les plus populaires et les plus titrées d'Argentine. Leur confrontation est l'un des duels les plus célèbres du football mondial.
Les deux clubs ont été fondés à la même période dans le même quartier populaire de Buenos Aires, la Boca. En 1925, le déménagement de River Plate à Núñez, un quartier beaucoup plus huppé de la capitale argentine, le transforme en club des riches, comme le souligne leur surnom : Los Millonarios (en français : « les millionaires »). Proximité géographique, rivalité sportive et rivalité de classe ont depuis nourri la rivalité entre les deux institutions.
On estime que les deux clubs concentrent près de trois quarts de tous les supporters de football du pays (environ 40 % pour Boca Juniors et 30 % pour River Plate), preuve de l'importance du match dans la saison argentine. Leurs rencontres sont particulièrement réputées pour la passion des supporters des deux camps et les animations déployées à cette occasion. En 2004, le magazine anglais The Observer inscrit le Superclásico dans sa liste des cinquante expériences sportives à connaître avant de mourir.
En 2022, 258 rencontres officielles ont opposé les deux équipes depuis leur première confrontation en 1913, dont 213 en championnat d'Argentine (91 victoires pour Boca, 84 pour River et 83 matchs nuls).

## Autres équipes
Le club dispute d'autres matchs appelés Clásico, dénomination contre les autres grands clubs Argentins (de la ville) que sont CA Independiente, San Lorenzo de Almagro, et le Racing Club de Avellaneda .

### Équipe réserve
La fédération argentine de football (AFA) organise un championnat dédié aux équipes réserve des clubs de première division. Créée en 1910, cette compétition accueille les joueurs professionnels depuis 1935 mais n'est pas une priorité pour les clubs, comme l’illustre le fait le championnat fut abandonné chaque année avant son issue, de 1999 à 2006, ou ne fut pas joué du tout de 1971 à 1980.
Étant donné le nombre important de joueurs professionnels à Boca Juniors (plus de trente à la fin des années 2000), cette compétition permet à ceux qui ne jouent pas régulièrement de conserver le rythme. Les Xeneizes l'ont remporté à de nombreuses reprises, les deux dernières fois datant de 2010 et 1997-1998.

### Équipe féminine
L'équipe de football féminin de Boca Juniors évolue en championnat d'Argentine depuis la création de cette compétition en 1991, qu'elle domine avec… River Plate. Les filles de Boca remportent notamment dix championnats d'affilée entre l’Apertura 2003 et le Clausura 2008. Avec la quête de l’Apertura 2010, Boca compte 23 titres, contre 11 à River.
À la suite de sa victoire lors de l’Apertura 2009, Boca se qualifie pour la deuxième édition de la Copa Libertadores Femenina qu'il termine à la troisième place après s'être incliné devant Santos FC, champion en titre et vainqueur de la compétition.

## Autres sections

### Football de plage
Boca Juniors dispose d'une équipe de football de plage qui prend part au Championnat d'Argentine et à la Coupe du monde des clubs.

### Futsal
Boca Juniors dispose d'une équipe en première division du championnat d'Argentine de futsal (es). Il compte à son palmarès cinq titres de champion (1992, 1993, Clausura 1997, Apertura 1998 et Clausura 2003).

### Basket-ball
Boca Juniors compte un certain nombre d’autres sections sportives, dont certaines évoluent au plus haut niveau argentin.
C'est le cas de l'équipe de basket-ball, glorieuse équipe de la Asociación Argentina del Básquetbol (1937-1973) et devenue une équipe majeure de la Liga Nacional de Básquet depuis sa création en 1984. Le club est trois fois vainqueur du champion d'Argentine (en 1997, 2004 et 2007) et trois fois champion d'Amérique du Sud (en 2004, 2005 et 2006). L'équipe évolue à l’Estadio Luis Conde, mieux connu comme la Bombonerita (en français : « la petite Bombonera »).
Le club héberge également une équipe professionnelle de volley-ball, championne d'Argentine en 1991, 1992 et 1996. Un temps dissoute pour des raisons financières, la section a fait son retour dans l'élite argentine en 2005.
Enfin, le club propose la pratique d'un certain nombre d'autres disciplines à un niveau amateur : judo, karaté, taekwondo, lutte, haltérophilie ou encore gymnastique.